# 1593 en France
Chronologie de la France
- 1589
- 1590
- 1591
- 1592
- 1593
- 1594
- 1595
- 1596
- 1597

## Événements
- 26 janvier[1] : le Conseil de la Ligue convoque les États généraux à Paris avec comme ordre du jour la réception des décisions du concile de Trente et l’élection d’un souverain catholique, quitte à remettre en cause la loi salique. Isabelle-Claire-Eugénie d’Autriche, le duc de Savoie, le duc de lorraine et deux Bourbons catholiques sont candidats. Henri IV prend de court les députés en annonçant son intention de revenir à la religion catholique le 17 mai[2].

- 17 mars : Henri IV, venu à Saumur voir sa sœur Catherine, accorde aux habitants une exemption des tailles pour neuf ans et un dédommagement pour les maisons détruites[3]. Une taille locale remplace l’impôt royal.

- 18 avril : victoire navale des hispano-ligueurs sur l’Angleterre à la bataille de Blaye, sur la Gironde[4].
- 29 avril : ouverture des conférences de Suresnes entre le roi et les députés de la Ligue[2].

- 2 mai : victoire de l’Armée royale sur la Ligue à la bataille du Port-Ringeard[5].
- 7 juin : victoire du duc de Lesdiguières sur les Espagnols de Rodrigue Alvarez de Tolède, alliés du duc de Savoie à la bataille de Salbertrand, en Piémont[6].

- 28 juin : l’arrêt Lemaistre, président du parlement de Paris, décide que la loi salique et la règle de catholicité du roi de France, lois fondamentales du royaume, sont à prendre à égalité[1].

- 8 juillet : Henri prend Dreux, entrepôt de vivres des parisiens[1].
- 25 juillet : Henri IV abjure le protestantisme à Saint-Denis[2]. La légende attribue au roi la formule « Paris vaut bien une messe ! »[7].
- 31 juillet : trêve de trois mois signée à la Villette entre le roi et la Ligue[2]. L’une après l’autre, les villes se rallient au roi.

- 27 août : Pierre Barrière est arrêté à Melun pour ses projets de régicide confessés au père Banchi[1].

- 8 novembre : assemblée des protestants du royaume à Mantes où diverses revendications sont formulées (fin le 23 janvier 1594)[8].

- 8 décembre : 
  - Montmorency-Damville (Politique) devient connétable de France[9].
  - lettres patentes pour la création du Jardin des plantes de Montpellier, confiée à Pierre Richer de Belleval[10].

- 12 décembre : le marquis de Vitry, gouverneur de Meaux, se rallie au roi[11].
- Décembre : exactions du comte de La Magnane, capitaine du duc de Mercœur, en Cornouaille[12].

## Naissances en 1593
- x

## Décès en 1593
- x